# Cashmere Mafia
Pour les articles homonymes, voir Cashmere.
Cashmere Mafia est une série télévisée américaine en sept épisodes de 42 minutes créée par Kevin Wade et diffusée entre le 6 janvier 2008 et le 20 février 2008 sur le réseau ABC.
En France, la série a été diffusée à partir du 16 octobre 2009 sur Téva puis entre le 1er mars 2010 et le 3 mars 2010 sur M6.

## Synopsis
Caitlin, Juliet, Mia et Zoé sont quatre ambitieuses femmes d'affaires new-yorkaises, amies depuis l'université, qui doivent jongler entre une vie professionnelle très prenante et une vie personnelle semée d'embûches. Elles sont toujours prêtes à se soutenir face aux jalousies, tromperies et trahisons qui ponctuent leur vie.

## Fiche technique
- Réalisateurs : Matthew Penn, Joe Napolitano, Lee Rose, Matt Earl Beesley, Michael Pressman, Mike Chessler, Steve Gomer
- Auteur principal : Kevin Wade
- Année de création : 2008
- Nombre de saisons : 1 / Nombre d'épisodes : 7
- Genre : Comédie dramatique
- Lieu de l'action : New York
- Titre VO : Cashmere Mafia
- Diffusion  États-Unis : ABC
- Diffusion  France : Téva, M6
- Diffusion  Belgique : RTL-TVI

## Distribution

### Acteurs principaux
- Lucy Liu (V. F. : Laetitia Godès) : Mia Mason
- Frances O'Connor (V. F. : Danièle Douet) : Zoé Burden
- Miranda Otto (V. F. : Brigitte Berges) : Juliet Draper
- Bonnie Somerville (V. F. : Laura Préjean) : Caitlin Dowd
- Julian Ovenden (V. F. : Jean-Pierre Michael) : Eric Burden
- Peter Hermann (V. F. : Constantin Pappas) : Davis Draper

### Acteurs récurrents
- Lourdes Benedicto (V. F. : Barbara Delsol) : Alicia Lawson
- Addison Timlin (V. F. : Laetitia Coryn) : Emily Draper
- Noelle Beck (V. F. : Céline Monsarrat) : Cilla Gray
- Kate Levering (V. F. : Marie-Laure Dougnac) : Katherine Cutler
- Kevin Kilner (V. F. : Emmanuel Jacomy) : Clayton
- Peyton Roi List (V. F. : Lola Krellenstein) : Sasha Burden
- Tom Everett Scott (V. F. : Damien Boisseau) : Jack Cutting

## Épisodes
1. L'Esprit de compétition (Pilot)
2. La Revanche des amantes (Conference Call)
3. La Femme moderne (Dangerous Liaisons)
4. Aller de l'avant (The Deciders)
5. La Confusion des genres (Stay With Me)
6. C'est la guerre (Yours, Mine, Hers)
7. Tant qu'il y aura des femmes (Dog Eat Dog)

## Anecdotes
- Le producteur de Cashmere Mafia est Darren Star, le même que celui de Sex and the City, ce qui explique notamment les nombreuses assimilations entre les deux séries, comme le lieu de l'action, New-York ou la présence de quatre femmes comme personnages principaux.
- La série était originellement prévue pour être diffusée dès le 27 novembre 2007 après la finale de la saison automnale de Dancing with the Stars[3], mais à la suite du déclenchement de la Grève de la Writers Guild of America de 2007, elle a été repoussée[4] à janvier 2008. Seulement 7 épisodes ont été produits et diffusés, et n'a pas été renouvelée après la grève.